# Marioara Popescu
Pour les articles homonymes, voir Popescu.
Marioara Ciobanu-Popescu, née le 9 novembre 1962 à Corlăteni, est une rameuse d'aviron roumaine.

## Carrière
Aux Jeux olympiques de 1984 à Los Angeles, Marioara Popescu est sacrée championne olympique de deux de couple avec Elisabeta Oleniuc. Elle termine cinquième de la finale olympique de skiff en 1988 à Séoul et remporte le titre olympique en huit en 1996 à Atlanta.
Aux Championnats du monde d'aviron, elle remporte deux médailles d'or en huit en 1990 et 1999, deux médailles d'argent (deux de couple en 1985 et quatre sans barreur en 1996) et trois médailles de bronze (deux de couple en 1983, skiff en 1987 et quatre sans barreur en 2000).